# George Darwin
George Howard Darwin (Downe, 9 luglio 1845 – Cambridge, 7 dicembre 1912) è stato un astronomo e matematico britannico, quinto figlio (il secondo maschio) di Emma e Charles Darwin.

## Biografia
Famoso come astronomo e matematico, sviluppò per primo la teoria della recessione lunare. Ritenne fermamente che la Luna si fosse creata dall'Oceano Pacifico e cercò di determinare quando ciò avvenne, servendosi della velocità della Terra. Frequentò l'Università di Cambridge, dove successivamente ottenne la cattedra con il professorato di Plumian Chair of Astronomy and Experimental Philosophy, una delle due cariche maggiori in astronomia dell'ateneo.
Nel 1892 ottenne il maggior riconoscimento della Royal Astronomical Society, la medaglia d'oro. George Darwin sposò Martha du Puy con la quale ebbe quattro figli, due maschi: Charles Galton Darwin (fisico) e William Robert Darwin; e due femmine: Gwendoline Mary Raverat (artista) e Margaret Elizabeth Darwin.

## Scritti
- (EN)  The tides and kindred phenomena in the solar system (Boston, Houghton, 1899)
- (EN)  Problems connected with the tides of a viscous spheroid (London, Harrison and Sons, 1879-1882)
- (EN)  Scientific papers (Volume 1): Oceanic tides and lunar disturbances of gravity (Cambridge: University Press, 1907)
- (EN)  Scientific papers (Volume 2): Tidal friction and cosmogony. (Cambridge: University Press, 1908)
- (EN)  Scientific papers (Volume 3): Figures of equilibrium of rotating liquid and geophysical investigations. (Cambridge: University Press, 1908)
- (EN)  Scientific papers (Volume 4): Periodic orbits and miscellaneous papers. (Cambridge: University Press, 1911)
- (EN)  Scientific papers (Volume 5) Supplementary volume, containing biographical memoirs by Sir Francis Darwin and Professor E. W. Brown, lectures on Hill's lunar theory, etc... (Cambridge: University Press, 1916)